# 呂宋石斛
呂宋石斛（学名：Dendrobium luzonense）为蘭科石斛屬下的一个种。